# 净信寺
净信寺位于中国山西省晋中市太谷区阳邑乡阳邑村西南隅，紧邻S319省道，周边为环形车道。已列为第六批全国重点文物保护单位。

## 历史
净信寺始建于唐开元元年（714年），金大定年间重修，现存建筑系明清时期重修。

## 建筑
净信寺坐北朝南，前后两进院落，东西39米，南北93米，占地3629平方米，主要建筑包括中轴线上的山门（倒座戏台）、三佛殿、大雄宝殿，以及东西两侧的配殿，均为明清建筑。
戏台位于寺院南侧正中，两侧设掖门。面阔三间，进深四椽，悬山顶，凸字形平面，前有抱厦，形成前、后台。抱厦面阔三间，进深五椽，单檐卷棚歇山顶，清道光年间的匾额题写“神听和平”，引自《诗经·小雅》“神之听之，终和且平”，落款“大清道光四年榖旦，多伦诺尔合顺成造”。前后台屋顶均以孔雀蓝琉璃瓦覆顶。戏台正面形成四檐相聚的视觉效果。斗拱构件繁复华美。前檐柱头铺作、转角铺作均为双昂五铺作，龙首形耍头，昂嘴为龙回头。
戏台两侧为八字牌楼式影壁，单檐歇山顶，宽2米，高1.7米，出檐深远，达1.9米，增强了戏台的视觉空间层次感。
前院开阔。戏台与过殿相对，两侧分布四座殿宇，东侧有白衣殿、钟楼、东天王殿，西侧有灰泉殿、鼓楼、西天王殿，高低错落。钟楼、鼓楼分居两侧居中，为方形二层攒尖顶，明代的琉璃匾额黄底蓝字，分别题写“发鲸”、“栖鹭”。
前院正面的三佛殿面阔三间、进深四椽，单檐悬山顶。前檐出现四种铺作样式。殿内绘有佛教壁画，如《隔城抛象》。
以上的前院建筑全都覆盖琉璃瓦顶，色彩斑斓，此起彼伏。
大雄宝殿面阔五间、进深六椽，单檐悬山顶，带前廊。琉璃瓦顶精美华丽。殿内有明代壁画，系工笔画，色彩绚丽。
后院东西两侧的配殿，面阔五间、进深四椽，悬山顶，出前廊。东配殿即观音殿，西配殿为地藏殿。

## 保护
2006年5月25日，净信寺公布为第六批全国重点文物保护单位，古建筑类，编号6-464。